# Scombriformes
Scombriformes zijn een orde van straalvinnige vissen.

## Taxonomie
De volgende taxa worden bij de orde ingedeeld:
- Onderorde Scombroidei (makreelachtigen)
  - Familie Gempylidae (slangmakrelen) Gill 1862
  - Familie Trichiuridae (haarstaarten) Rafinesque 1810
    - Onderfamilie Aphanopodinae Gill 1863
    - Onderfamilie Lepidopodinae Gill 1863
    - Onderfamilie Trichiurinae Rafinesque 1810

  - Familie Scombridae (makrelen) Rafinesque 1815
    - Onderfamilie Gasterochismatinae Poey 1869
    - Onderfamilie Scombrinae Rafinesque 1815
- Onderorde Scombrolabracoidei
  - Familie Scombrolabracidae (zwarte makrelen) Fowler 1925
- Onderorde Stromateoidei (grootbekachtigen)
  - Familie Amarsipidae Haedrich 1969
  - Familie Centrolophidae Bonaparte 1846
  - Familie Nomeidae (kwallenvissen) Günther 1860
  - Familie Ariommatidae Haedrich 1967
  - Familie Tetragonuridae (hoekstaarten) Risso 1827
  - Familie Stromateidae (grootbekken) Rafinesque 1810